# Les Sables-d'Olonne
Les Sables-d'Olonne je francouzská obec v departementu Vendée v regionu Pays de la Loire. V roce 2011 zde žilo 14 165 obyvatel. Je centrem arrondissementu Les Sables-d'Olonne.

## Vývoj počtu obyvatel
Počet obyvatel 